# Нижний Посад
Нижний Посад — деревня в Одоевском районе Тульской области России.
В рамках административно-территориального устройства относится к Апухтинской сельской администрации Одоевского района, в рамках организации местного самоуправления включается в сельское поселение Северо-Одоевское.

## География
Расположена на правом берегу реки Упы. Высота над уровнем моря 169 м.

## Население
| 2010 |
| ---- |
| 4    |

## История
«Посад за рекою за Упою» упоминается в 1566 году в духовной грамоте князя М. И. Воротынского.